# الدار البيضاء داي لايت (فلم)
الدار البيضاء داي لايت فيلم مغربي إنتاج 2005 للمخرج مصطفى الدرقاوي، وهو الجزء الثاني لفيلم الدار البيضاء باي نايت.